# 김기환 (울산광역시의원)
김기환(金基煥, 1960년 2월 10일~)은 대한민국의 정치인이다. 제3·4·8대 울산광역시의원이다.

## 학력
- 울산고등학교 졸업
- 울산대학교 행정학과 졸업
- 울산대학교 정책대학원 공공정책과 졸업(행정학 석사)

## 경력
- 울산고등학교 제22회 동기회 회장
- 지체장애인협회 중구지회 운영위원회 부회장
- 대명목재 전무
- 한나라당 울산시당 중구 지구당 청년위원장
- 1998.07 ~ 2002.06: 제2대 울산광역시 중구의회 의원
- 2002.07 ~ 2006.06: 제3대 울산광역시의회 의원
- 2006.07 ~ 2010.06: 제4대 울산광역시의회 의원
- 2018.07 ~ 2022.05: 제7대 울산광역시 중구의회 의원
- 2022.07 ~ : 제8대 울산광역시의회 의원
  - 2022.07 ~ 2024.06: 제8대 울산광역시의회 전반기 의장
  - 제8대 울산광역시의회 예산결산특별위원회 위원
  - 제8대 울산광역시의회 윤리특별위원회 위원
  - 제8대 울산광역시의회 행정자치위원회 위원
  - 제8대 울산광역시의회 원전특별위원회 위원
- 2022.07 ~ 2023.09: 제18대 대한민국시도의회의장협의회 부회장
- 2023.09 ~ 2024.06: 제18대 대한민국시도의회의장협의회 회원
- 2025.05 ~2025.06: 제21대 대통령 선거 국민의힘 김문수 대통령 후보 울산 선거대책위원회 직능조직본부장

## 역대 선거 결과
|  | 55.68% |

|  | 53.16% |

|  | 63.15% |

|  | 24.84% |

|  | 29.91% |

|  | 60.58% |